# Askola
Askola finnországi község Porvootől mintegy 21 km-re északra. Lakossága 4 767 (2022-os adatok alapján), területe 218,03 km². A Porvoo folyó  mentén található.
Az 1896-ban alapított község legnagyobb települési a névadó Askola és Monninkylä. A községhez tartozik még Huuvari, Juornaankylä, Korttia, Nalkkila, Nietoo, Puhar-Onkimaa, Särkijärvi, Tiilää, Vahijärvi és Vakkola falvak.
Johannes Linnankoski (1869–1913) finn író Askolában született.